# Hans-Jürgen Petrauschke

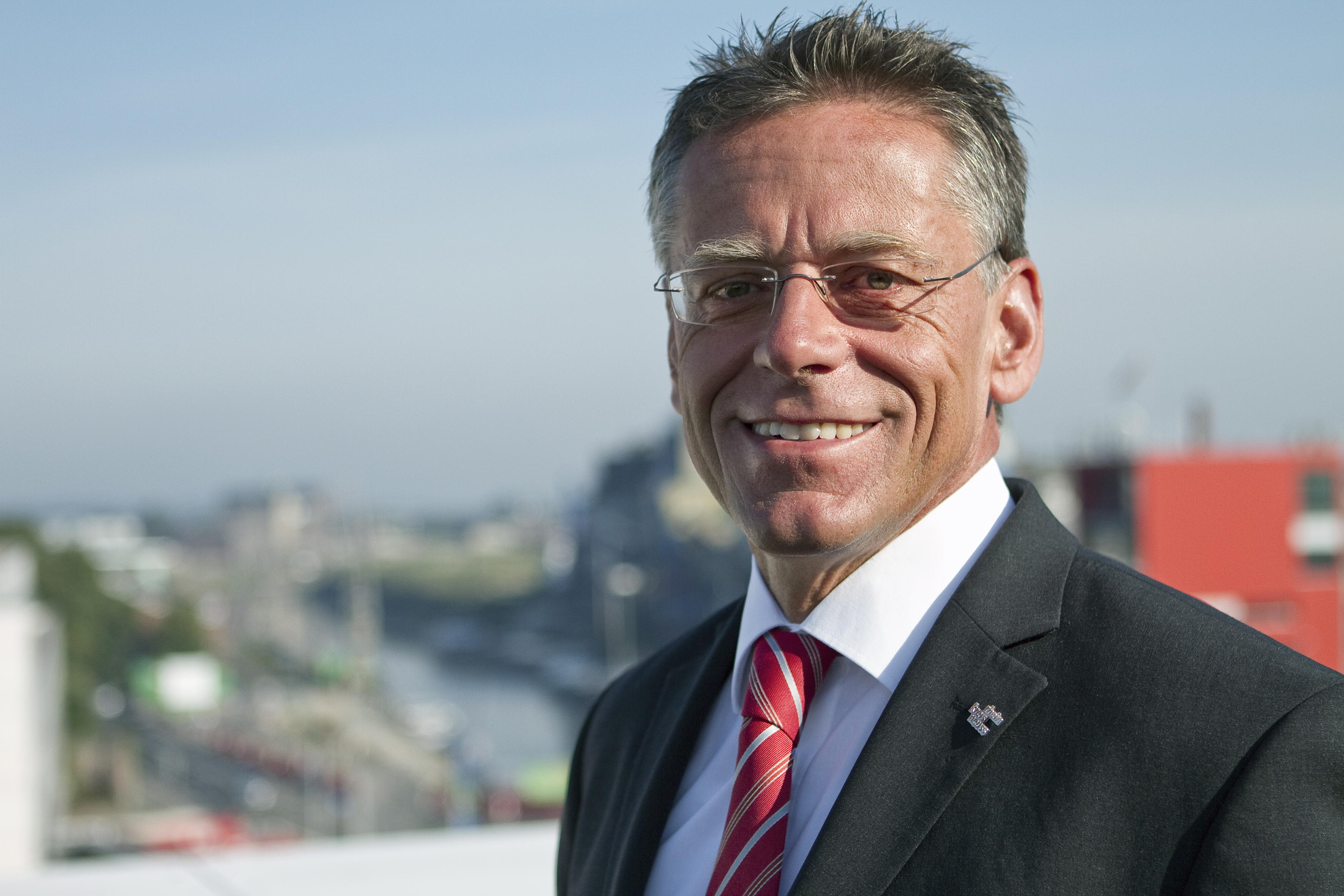
Hans-Jürgen Petrauschke, 2009

Hans-Jürgen Petrauschke (* 27. Mai 1956 in Troisdorf) ist ein deutscher Politiker (CDU) und seit 2009 Landrat des Rhein-Kreises Neuss in Nordrhein-Westfalen. 

## Leben
Hans-Jürgen Petrauschke studierte nach seinem Abitur 1974 Rechtswissenschaften an der Rheinischen Friedrich-Wilhelms-Universität Bonn und absolvierte ein verwaltungswissenschaftliches Ergänzungsstudium an der Hochschule für Verwaltungswissenschaften Speyer. Er absolvierte die zweite Staatsprüfung und war ab 1984 als Verwaltungsjurist im Rechtsamt des Rhein-Kreises Neuss (ehemals Kreis Neuss) tätig. 1989 wurde er Dezernent für Recht, Ordnung, Jugend und Soziales.
Von 1996 bis 2009 war er Kreisdirektor des Rhein-Kreises Neuss.
Bei der Kommunalwahl am 30. August 2009 erhielt er 57,4 Prozent der Stimmen (Rainer Thiel (SPD) erhielt 33,8 Prozent der Stimmen) und wurde damit für sechs Jahre zum Landrat gewählt. Bei der Kommunalwahl am 13. September 2015 erhielt er 60,4 Prozent der Stimmen. Eine Delegiertenversammlung der CDU im Rhein-Kreis Neuss hatte ihn zuvor fast einstimmig nominiert; die Kandidatur wurde von der FDP und UWG unterstützt. Bei der Landratswahl 2020 im Rhein-Kreis Neuss wurde er in einer Stichwahl mit 59,8 Prozent der Stimmen wiedergewählt.
Petrauschke ist u. a. Mitglied der Landschaftsversammlung Rheinland im Landkreistag Nordrhein-Westfalen, im Braunkohlenausschuss der Bezirksregierung Köln, im Aufsichtsrat der RWE Power AG sowie im Erftverband.  Er ist auch Vorsitzender des Regionalrates im Regierungsbezirk Düsseldorf.
Er lebt (Stand 2021) mit seiner Familie in Grevenbroich.